# Tauri di Radstadt
I Tauri di Radstadt (in tedesco Radstädter Tauern) sono un massiccio montuoso delle Alpi dei Tauri orientali. La montagna più alta è il Weißeck che raggiunge i 2.711 m s.l.m.
Si trovano in Austria nel Salisburghese e prendono il nome dalla città di Radstadt.

## Classificazione

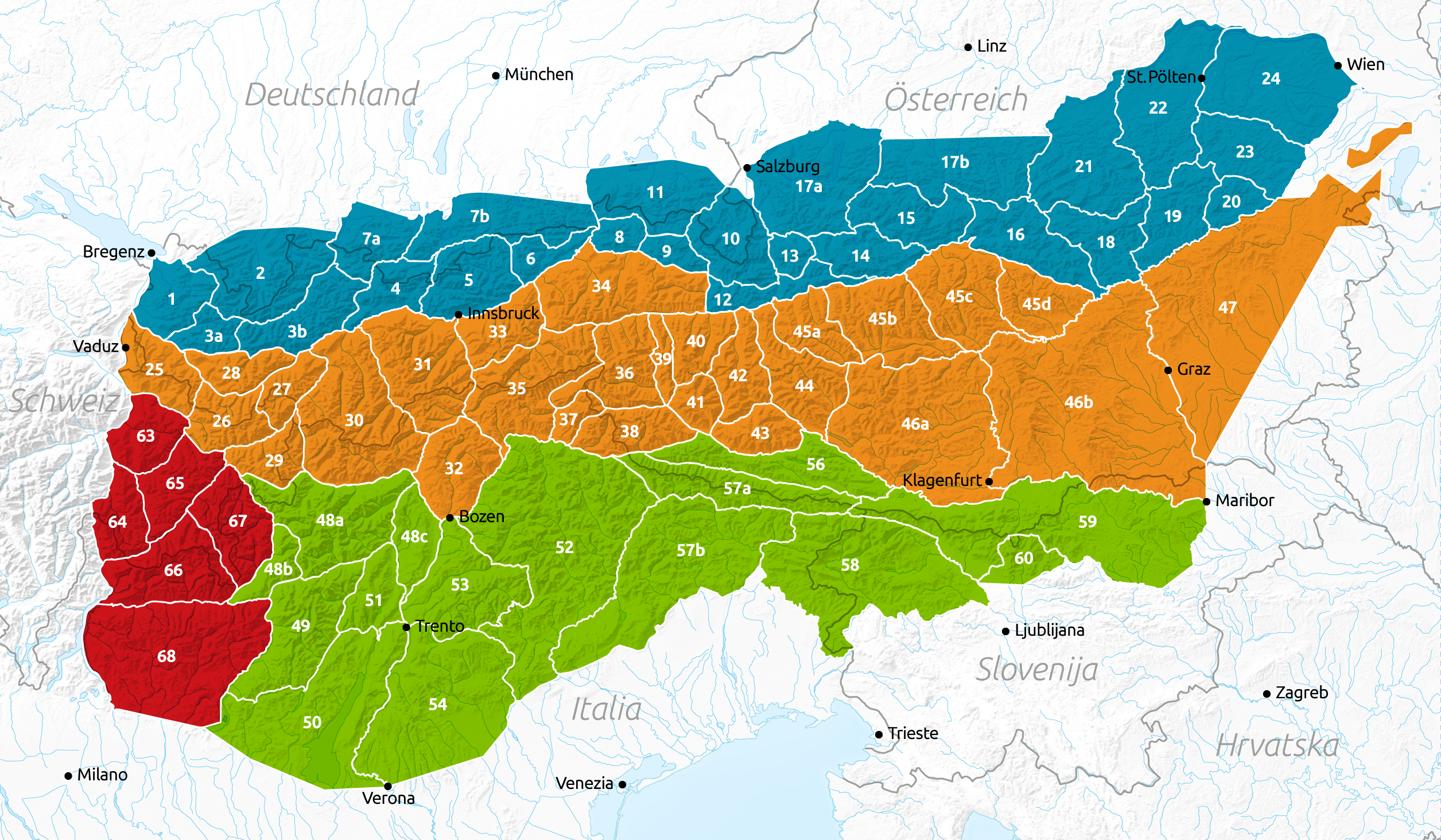
I Tauri di Radstadt secondo l'AVE sono individuati dal numero 45a.

Secondo la SOIUSA sono una sottosezione alpina con la seguente classificazione:
- Grande parte = Alpi Orientali
- Grande settore = Alpi Centro-orientali
- Sezione = Alpi dei Tauri orientali
- Sottosezione = Tauri di Radstadt
- Codice = II/A-18.I

Secondo l'AVE costituiscono il gruppo n. 45a di 75 nelle Alpi Orientali.

## Delimitazioni
Confinano:
- a nord con le Alpi scistose salisburghesi (nelle Alpi Settentrionali Salisburghesi);
- ad est con i Tauri di Schladming e di Murau (nella stessa sezione alpina) e separati dal Radstädter Tauern Pass;
- a sud marginalemtne con le Alpi della Gurktal (nelle Alpi di Stiria e Carinzia);
- a sud-ovest con gli Alti Tauri (nelle Alpi dei Tauri occidentali).

## Suddivisione

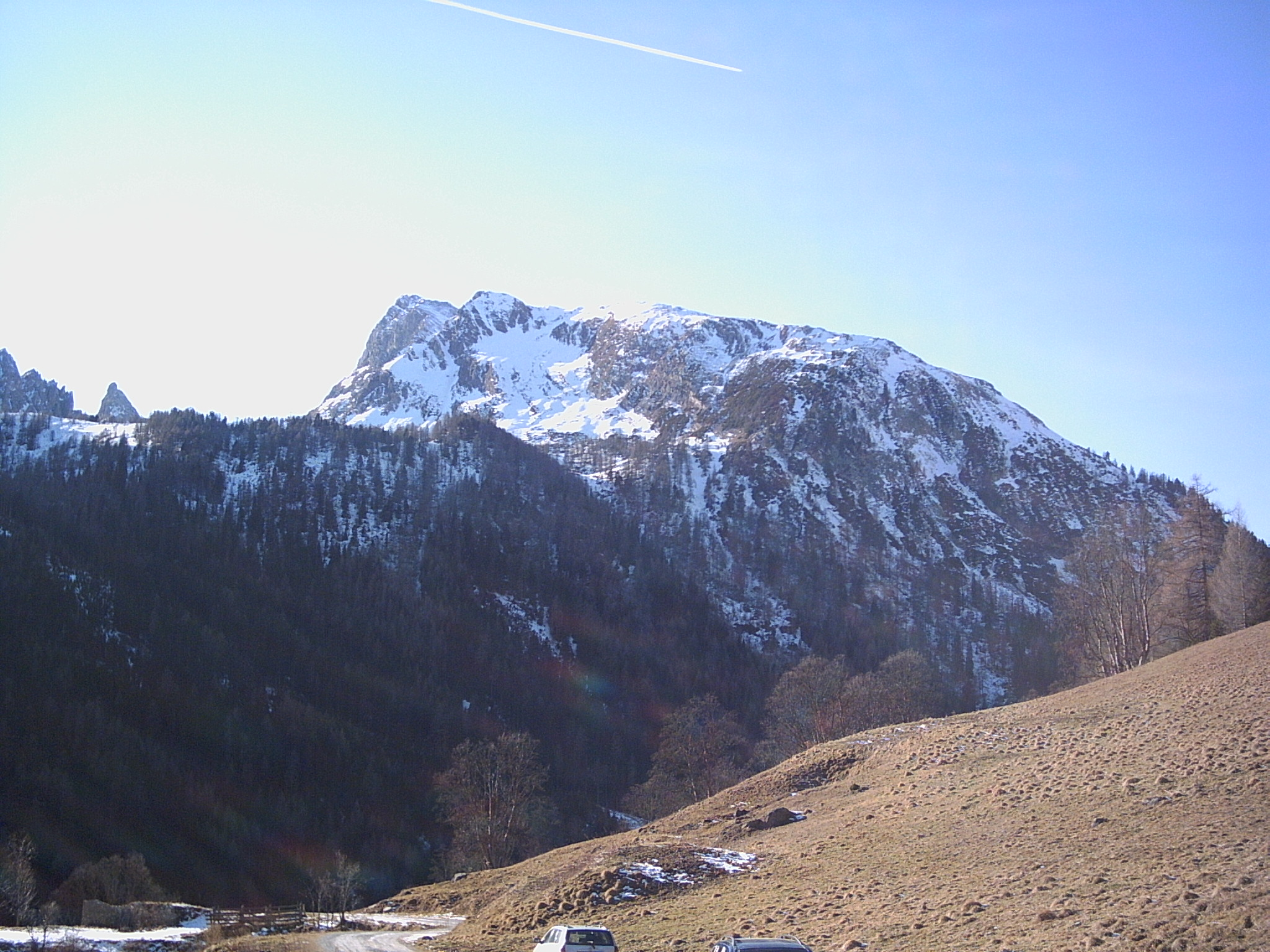
Il Weißeck.

Secondo la SOIUSA si suddividono nel solo supergruppo, due gruppi e sei sottogruppi:
- Catena Weißeck-Mosermandl-Hochfeind (A)
  - Gruppo Faulkogel-Mosermandl-Pleißlingkeil (A.1)
    - Costiera Nebelkareck-Draugstein (A.1.a)
    - Costiera del Faulkogel (A.1.b)
    - Costiera del Mosermandl (A.1.c)
    - Costiera del Pleißlingkeil (A.1.d)

  - Gruppo Weißeck-Hochfeind (A.2)
    - Costiera del Weißeck (A.2.a)
    - Costiera dell'Hochfeind (A.2.b)

## Vette
- Weißeck - 2.711 m
- Hochfeind - 2.687 m
- Mosermandl - 2.680 m
- Faulkogel - 2.654 m